# Pałuczanie
Pałuczanie – grupa etnograficzna ludności polskiej zamieszkującej Pałuki – obszar przejściowy między Wielkopolską, Kujawami i Krajną. 
Ich nazwa wywodzi się od starosłowiańskich wyrazów łęg, ług, łuk, łuh oznaczających tereny podmokłe, bądź od średniowiecznego rodu Pałuków, władających dobrami, obejmującymi część chodzieskiego, część wągrowieckiego, okolice Żnina i Szubina po Noteć. Swoją gwarą i tradycyjną kulturą ludową nawiązują do północnej Wielkopolski, a także do elementów z  terenu Kujaw.